# Doraemon esplora lo spazio
Doraemon esplora lo spazio (ドラえもん のび太の宇宙開拓史?, Doraemon - Nobita no uchū kaitaku-shi, lett. Doraemon - L'universo pionieristico di Nobita) è un film d'animazione del 1981 diretto da Hideo Nishimaki.
È il secondo film, del genere giapponese per bambini denominato kodomo, tratto dalla serie Doraemon di Fujiko Fujio.

## Trama
Nobita ha uno strano sogno su un ragazzo di nome Roppel e il suo compagno Chami, che viaggiano nello spazio. Per uno scherzo del destino, li incontra di persona e scopre che esistono veramente e che sono stati inseguiti nello spazio, causando un malfunzionamento al loro veicolo spaziale e collegandolo con la stanza di Nobita. Partendo per il pianeta di Roppel, Nobita e Doraemon si impegnano per aiutare a liberare il pianeta dai loro oppressori.

## Colonna sonora

### Sigle
| Giappone | Giappone                            | Giappone                  | Giappone |
| Tipo     | Titolo                              | Cantante                  |          |
| -------- | ----------------------------------- | ------------------------- | -------- |
| Opening  | Boku Doraemon (ぼくドラえもん?)     | Nobuyo Ōyama, Kōrogi '73  |          |
| Ending   | Pocket no naka ni (ポケットの中に?) | Nobuyo Ōyama, Young Fresh |          |

## Distribuzione
Il film è stato proiettato per la prima volta nelle sale cinematografiche giapponesi il 14 marzo 1981. In Italia, il film è stato pubblicato da Yamato Video e trasmesso su Junior Tv, Supersix.
Nel 2009, il film è stato oggetto di un remake dall'omonimo titolo.